# André Puget
Pour les articles homonymes, voir Puget (homonymie).
André Puget, né le 12 janvier 1882 à Paris et mort le 9 mai 1915 à Neuville-Saint-Vaast, est un footballeur français évoluant au poste d'attaquant.

## Carrière

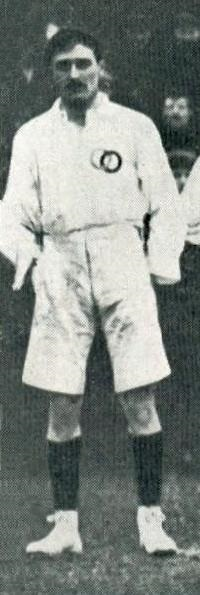
André Puget le 2 novembre 1905, à Londres, avec une sélection parisienne.

André Louis Puget évolue au Racing Club de France dans les années 1900 et 1910.
Il remporte le Championnat de France de football USFSA 1907 et est finaliste des championnats 1902, 1903, 1908 et 1911.
Il connaît aussi sa première et unique sélection en équipe de France de football le 21 avril 1907 dans le cadre d'un match amical à Bruxelles contre l'équipe de Belgique de football. Les Français s'imposent sur le score de 2-1.
Rentier, issu d’une famille de hauts magistrats, ce soldat de 2e classe du 146e régiment d'infanterie lors de la Première Guerre mondiale, meurt au combat le 9 mai 1915 à Neuville-Saint-Vaast. Il a reçu une citation « pour son très grand courage».

## Œuvres
- La nuit blanche : pièce en 2 actes en vers
- Iphigénie, 3 actes en prose, en collaboration avec Claude Farrère, inédit.